# Sunek navora
Súnek navòra (v tujih virih oznaka I) je v mehaniki količina, ki spremeni vrtilno količino krožečega telesa. Sunek navora se izračuna kot integral navora {\displaystyle {\vec {\mathbf {M} }}} po času t:
{\displaystyle {\vec {\mathbf {I} }}=\int {\vec {\mathbf {M} }}\,\mathrm {d} t\!\,.}
Integrira se v časovnem intervalu, ko je navor različen od nič.
V posebnem primeru, ko se navor v času trajanja ne spreminja, se lahko izračuna sunek navora kot zmnožek navora in časa Δt, v katerem ta navor deluje:
{\displaystyle {\vec {\mathbf {I} }}={\vec {\mathbf {M} }}\,\Delta {\vec {\mathbf {t} }}\!\,.}
Po izreku o ohranitvi vrtilne količine je sunek navora enak spremembi vrtilne količine.
Mednarodni sistem enot predpisuje za sunek navora sestavljeno enoto kg·m2·s−1.